# Брузе, Оливье
Оливье Брузе (фр. Olivier Brouzet, родился 22 ноября 1972 в Безье) — французский регбист, игравший на позиции замка, ныне директор по развитию клуба «Бордо-Бегль».

## Карьера

### Клубная
Воспитанник регбийных школ клубов «Сейссин» и «Гренобль», дебютировал в основе «Гренобля» в 1990 году. В их составе дошёл до финала чемпионата Франции 1992/1993 года, в котором «мамонты» проиграли 14:11 «Кастр Олимпик» из-за судейской ошибки: он занёс попытку, которую в итоге не засчитал арбитр. В 2000 году Брузе покинул «Гренобль» и ушёл в «Бордо-Бегль», где выступал до 2004 года, позднее сыграл два сезона в английском чемпионате за «Нортгемптон Сэйнтс» и ещё два сезона за «Клермон-Овернь». Последний сезон в карьере провёл за «Стад Франсе» в 2004—2005 годах.

### В сборной
Дебютировал в сборной 19 марта 1994 против Шотландии в Эдинбурге, всего сыграл 72 матча за сборную и набрал 10 очков благодаря двум попыткам. Участник трёх чемпионатов мира по регби: 1995 (бронзовый призёр), 1999 (серебряный призёр) и 2003 (4-е место), на них сыграл соответственно 3, 6 и 5 матчей. В сборной последнюю игру провёл 9 ноября 2003 в Мельбурне против Ирландии в рамках чемпионата мира.

### Настоящее время
Оливье Брузе занимает в клубе «Бордо-Бегль» должность директора по развитию при президенте Лоране Марти.

## Семья
Сын Ива Брузе, французского легкоатлета-толкателя ядра, участника Олимпийских игр 1972 и 1976 годов. Супруга — Валери Брузе, гандболистка. Сыновья Уго и Мартен.